# Lawrence Wong
Lawrence Wong (kinesisk: 黄循财) (født Lawrence Wong Shyun Tsai 18. december 1972 i Singapore) er Singapores fjerde og nuværende premiereminister. Han efterfulgte Lee Hsien Loong den 15. maj 2024. Han har været landets finansminister siden maj 2021 og er det sideløbende med premierministerhvervet.
Wongs far var salgchef og hans mor lærer. Familien boede i den østlige del af Singapore. Efter college fik han et stipendium fra University of Wisconsin–Madison, hvor han tog en bachelorgrad i økonomi. I 1995 tog han en mastergrad i økonomi ved University of Michigan og i 2004 en master i offentlig forvaltning ved Harvard University.
Efter studierne fik Wong arbejde som embedsmand i Singapore og havde flere poster i forskellige ministerier.
Wong valgtes ind i Singapores parlament i 2011. Han var inden da valgt til formand for Folkets Handlingsparti, og er siden genvalgt to gange.

## Eksterne links
- Wikimedia Commons har flere filer relateret til Lawrence Wong